# Boldizsár Csíky
Csiky Boldizsár (Târgu Mureș, 3 ottobre 1937) è un compositore rumeno di origine ungherese.

## Biografia
Dopo gli studi, svolti presso il Liceo Musicale di Tirgu Mures, studiò composizione presso l'Accademia Musicale di Cluj-Napoca.
Tornato a Tirgu Mures, insegnò composizione e armonia presso il locale conservatorio. Dal 1961 al 1997 è stato segretario musicale e direttore dell'Orchestra Filarmonica di Tirgu Mures.
Sebbene i suoi impegni amministrativi e musicali lo abbiano tenuto spesso lontano dalla composizione, si è affermato con uno stile sostanzialmente neo-romantico, incorporando elementi di una tecnica post-seriale

## Opere
Opere: Görög Ilona (opera da camera con pantomima, su testi tradizionali ungheresi), 1966, Tîrgu Mures, 1967 
Composizioni vocali: Cantata ‘Barcsai’ per coro e orchestra, 1980; 3 romanze di Holderlin, per soprano e orchestra da camera, 1989; romanze, opere varie per coro a cappella
Composizioni orchestrali: Overture per orchestra, 1960; Sinfonia, 1960; 2 piese [2 Pezzi], 1965; Preludio, Fuga e Postludio, 1969; Cântece de vitejie [canti di coraggio] per archi, 1972; Cântece i dansuri vechi din Transilvania [Antichi canti e danze transilvane] per archi, 1974; 4 Sketches per archi, 1976; Muntele [La montagna], poema sinfonico, 1979 
Pezzi vari: Recitativo, Adagio e Fuga per flauto e pianoforte, 1959; Sonata no.1 per pianoforte, 1960; Sonata no.2 per pianoforte, 1964; Variazioni su un tema di Bach per pianoforte, 1965; Quartetto per archi, 1988; Divertimento per 8 legni e contrabbasso, 1989; altri pezzi per pianoforte 

## Premi
- Premio Ferenc Erkel (2002)

| Controllo di autorità | VIAF (EN) 23235307 · ISNI (EN) 0000 0000 2067 9488 · LCCN (EN) n79048002 · GND (DE) 130019232 |